# Gouvernement Segni II
République italienne
Fanfani II Tambroni
Le gouvernement Segni II (en italien : Governo Segni II) est le gouvernement de la République italienne entre le 15 février 1959 et le 25 mars 1960, durant la IIIe législature du Parlement.

## Composition
Composition du gouvernement : 
- Démocratie chrétienne

### Président du Conseil des ministres
Antonio Segni

### Listes des ministres
- Ministre des affaires étrangères : Giuseppe Pella.
- Ministre de l'intérieur : Antonio Segni, ad interim.
- Ministre de la justice : Guido Gonella.
- Ministre de l'économie : Fernando Tambroni.
- Ministre des finances : Paolo Emilio Taviani.
- Ministre du trésor : Fernando Tambroni, ad interim.
- Ministre de la défense : Giulio Andreotti.
- Ministre de l'instruction publique : Giuseppe Medici.
- Ministre des travaux publics : Giuseppe Togni.
- Ministre de l'agriculture et des forêts : Mariano Rumor.
- Ministre des transports : Armando Angelini.
- Ministre de la poste et des télécommunications : Giuseppe Spataro.
- Ministre de l'industrie et du commerce : Emilio Colombo.
- Ministre de la santé : Camillo Giardina.
- Ministre du commerce extérieur : Rinaldo Del Bo.
- Ministre de la marine marchande : Angelo Raffaelle Jervolino.
- Ministre des Participations de l'État : Mario Ferrari Aggradi.
- Ministre du travail et de la prévoyance sociale : Benigno Zaccagnini.
- Ministre du tourisme : Umberto Tupini.